# Campionati jugoslavi di sci alpino 1981
Ai Campionati jugoslavi di sci alpino 1981 furono assegnati i titoli di discesa libera, slalom gigante, slalom speciale e combinata, sia maschili sia femminili.

## Risultati
| Specialità      | Uomini       | Donne         |
| --------------- | ------------ | ------------- |
| Discesa libera  | Boris Strel  | Alenka Mavec  |
| Slalom gigante  | Jože Kuralt  | Alenka Mavec  |
| Slalom speciale | Bojan Križaj | Bojana Dornig |
| Combinata       | Bojan Križaj | Alenka Mavec  |